# Unione Sportiva Pro Sesto 1950-1951
Questa voce raccoglie le informazioni riguardanti l'Unione Sportiva Pro Sesto nelle competizioni ufficiali della stagione 1950-1951.

## Stagione
Dopo la retrocessione in Serie C la Pro Sesto, sempre con mezzi finanziari limitati, sfoltisce la rosa con le cessioni di Piero Cereda al Seregno, Giuseppe Corti alla Reggina, Mario Vergani al Bari, Janos Hrotko al Saragozza, Sergio Angelini alla Massese, Mario Puricelli alla Vogherese e Bruno Maurizi al Magenta.
Gli acquisti sono Edoardo Gasparetti dal Cernusco già in Serie B con la Gallaratese, realizzerà 10 reti in stagione, il portiere Giovanni Santambrogio dalla Pro Lissone, l'interno Ennio Bianchi dalla Gallaratese ed il ritorno di Erminio Teruzzi dal Fanfulla.
A dicembre ritorna Benito Meroni dal Seregno. La squadra viene affidata all'allenatore Carlo Mantegazza e pare attrezzata per un tranquillo campionato di terza serie, ma dopo una promettente partenza la stagione prosegue con risultati altalenanti.
Si cambia anche allenatore mettendo in pista Gino Vianello al termine del girone di andata, fino all'amara conclusione di Treviso il 17 giugno, dopo l'ultima di campionato, nel recupero contro la Ponziana in campo neutro. Vincendo ci si sarebbe salvati ma neppure un tiro viene scagliato nella porta triestina. In campo finirà 0-0 e sarà ancora retrocessione. La Pro Sesto rimarrà per trentasei anni consecutivi nelle serie inferiori fino alla stagione 1987-1988 quando verrà promossa in Serie C.

## Rosa
| N. |                   | Ruolo | Calciatore          |
| -- | ----------------- | ----- | ------------------- |
|    | Italia (bandiera) | C     | Ennio Bianchi       |
|    | Italia (bandiera) | D     | Luigi Boriani       |
|    | Italia (bandiera) | A     | Enrico Bresciani    |
|    | Italia (bandiera) | A     | Umberto Cambiaghi   |
|    | Italia (bandiera) | D     | Franco Carminati    |
|    | Italia (bandiera) | C     | Carlo Colombo       |
|    | Italia (bandiera) | A     | Guerrino Dal Miglio |
|    | Italia (bandiera) | D     | Carlo Della Bassa   |
|    | Italia (bandiera) | C     | Sergio Faccin       |
|    | Italia (bandiera) | A     | Giovanni Farina     |
|    | Italia (bandiera) | A     | Edoardo Gasparetti  |

| N. |                   | Ruolo | Calciatore            |
| -- | ----------------- | ----- | --------------------- |
|    | Italia (bandiera) | P     | Gianni Mattioni       |
|    | Italia (bandiera) | C     | Araldo Mazzola        |
|    | Italia (bandiera) | C     | Giuseppe Meloncelli   |
|    | Italia (bandiera) | C     | Francesco Meregalli   |
|    | Italia (bandiera) | A     | Alberto Meroni        |
|    | Italia (bandiera) | A     | Cesarino Pirotta      |
|    | Italia (bandiera) | P     | Giovanni Santambrogio |
|    | Italia (bandiera) | A     | Carlo Stucchi         |
|    | Italia (bandiera) | D     | Erminio Teruzzi       |
|    | Italia (bandiera) | D     | Battista Tresoldi     |

## Risultati

### Girone di andata
| Arbitro: | Puleo (Torino) |

|            |           |  |
| Farina 68’ | Marcatori |  |

| Arbitro: | Coppa (Mariano Comense) |

|                        |           |                |
| Bronzoni 27’ Sozzi 47’ | Marcatori | 87’ Gasparetti |

| Arbitro: | Contro (Vicenza) |

|                                       |           |  |
| Farina 20’ Gasparetti 32’ Teruzzi 50’ | Marcatori |  |

| Arbitro: | Baldo (Alessandria) |

|                                |           |                            |
| Dreossi 10’, 72’ De Paulis 35’ | Marcatori | 25’ Della Bassa 39’ Faccin |

| Arbitro: | Franzi (Vercelli) |

|                            |           |                               |
| Gasparetti 27’, 61’ (rig.) | Marcatori | 37’ (rig.) Golob 76’ Mainardi |

| Arbitro: | De Marchi (Pordenone) |

|                             |           |  |
| Bonacini 11’ Della Rosa 43’ | Marcatori |  |

| Arbitro: | Costantini (Venezia) |

|            |           |               |
| Farina 83’ | Marcatori | 20’ Jaksettig |

| Arbitro: | Marchioli (Udine) |

|                            |           |           |
| Gasparetti 29’, 50’ (rig.) | Marcatori | 16’ Lussu |

| Arbitro: | Nottolini (Ferrara) |

|                                                |           |                            |
| Barbieri 3’ Rampini 56’ Loranzi 66’ Ceruti 88’ | Marcatori | 67’ Dal Miglio 76’ Teruzzi |

| Mestre 26 novembre 1950 10ª giornata | Mestrina        | 0 – 0 | Pro Sesto | Stadio Francesco Baracca\| Arbitro: \| Mestron (Udine) \| |
| Arbitro:                             | Mestron (Udine) |       |           |                                                           |

| Arbitro: | Puleo (Torino) |

|                |           |  |
| C. Stucchi 40’ | Marcatori |  |

| Arbitro: | Bianchi (Modena) |

|                                |           |  |
| Franchini 80’ Gobbi 85’ (rig.) | Marcatori |  |

| Arbitro: | Perucci (Verona) |

|                        |           |                           |
| Farina 22’ Bianchi 34’ | Marcatori | 71’ Covacich 86’ Lucchesi |

| Arbitro: | Contro (Vicenza) |

|            |           |  |
| Madriz 61’ | Marcatori |  |

| Arbitro: | Cabiati (Casale Monferrato) |

|                                                |           |               |
| C. Stucchi 45’, 85’ Gasparetti 70’ Bianchi 76’ | Marcatori | 44’ Montanari |

| Arbitro: | Forza (Monfalcone) |

|                           |           |                  |
| Posenato 2’, 8’, 37’, 59’ | Marcatori | 30’ (aut.) Radio |

| Arbitro: | Costantini (Venezia) |

|                                    |           |  |
| Cavalleri 39’ De Filippis 69’, 77’ | Marcatori |  |

| Arbitro: | Brigo (Torino) |

|               |           |                       |
| Gasparetti 2’ | Marcatori | 9’ Marchesi 81’ Gotti |

| Arbitro: | Cortesi (Ravenna) |

|                |           |                     |
| Dal Miglio 69’ | Marcatori | 51’ (aut.) Tresoldi |

### Girone di ritorno
| Arbitro: | Moratelli (Bologna) |

|              |           |                |
| Faggiani 76’ | Marcatori | 54’ Gasparetti |

| Arbitro: | De Leo (Mestre) |

|  |           |                                                |
|  | Marcatori | 9’, 67’ Sozzi 31’, 76’ Füzér 46’, 60’ Bronzoni |

| Arbitro: | Michieletto (Mestre) |

|                                           |           |  |
| Pratesi 17’, 27’, 46’ Tresoldi 30’ (aut.) | Marcatori |  |

| Arbitro: | Cantarelli (Parma) |

|             |           |            |
| Bianchi 89’ | Marcatori | 4’ Dreossi |

| Arbitro: | Stocco (Venezia) |

|  |           |             |
|  | Marcatori | 32’ Teruzzi |

| Arbitro: | Burg (Monfalcone) |

|             |           |  |
| Colombo 71’ | Marcatori |  |

| Arbitro: | Rinaldi (Reggio Emilia) |

|            |           |               |
| Maluta 77’ | Marcatori | 9’ C. Stucchi |

| Arbitro: | Sinico (Verona) |

|                                             |           |            |
| Bottoni 2’ Gamberini 12’ Vellani 25’ (rig.) | Marcatori | 31’ Farina |

| Sesto San Giovanni 1º aprile 1951 28ª giornata | Pro Sesto        | 0 – 0 | Piacenza | Stadio Breda\| Arbitro: \| Jonni (Macerata) \| |
| Arbitro:                                       | Jonni (Macerata) |       |          |                                                |

| Arbitro: | Righi (Milano) |

|  |           |           |
|  | Marcatori | 55’ Ardit |

| Arbitro: | Daretti (Vicenza) |

|                              |           |                                                    |
| Mosca 44’ (rig.) Verderi 59’ | Marcatori | 43’ (rig.) Teruzzi 61’ (aut.) Griffith 69’ Pirotta |

| Sesto San Giovanni 22 aprile 1951 31ª giornata | Pro Sesto              | 0 – 0 | Rovereto | Stadio Breda\| Arbitro: \| Poggipollini (Ferrara) \| |
| Arbitro:                                       | Poggipollini (Ferrara) |       |          |                                                      |

| Treviso 29 aprile 1951 32ª giornata | Ponziana      | 0 – 0 | Pro Sesto | Stadio Omobono Tenni\| Arbitro: \| Massai (Pisa) \| |
| Arbitro:                            | Massai (Pisa) |       |           |                                                     |

| Arbitro: | Cabiati (Casale Monferrato) |

|            |           |  |
| Farina 30’ | Marcatori |  |

| Arbitro: | Piemonte (Monfalcone) |

|            |           |                |
| Fichera 5’ | Marcatori | 70’ Dal Miglio |

| Arbitro: | Savio (Torino) |

|                |           |                |
| Gasparetti 55’ | Marcatori | 50’ Bulgarelli |

| Arbitro: | Canavesio (Torino) |

|  |           |                           |
|  | Marcatori | 15’ Svanetti 43’ Azzarini |

| Ponte San Pietro 3 giugno 1951 37ª giornata | Ponte San Pietro  | 0 – 0 | Pro Sesto | Stadio Matteo Legler\| Arbitro: \| Marchioli (Udine) \| |
| Arbitro:                                    | Marchioli (Udine) |       |           |                                                         |

| Arbitro: | Maurelli (Roma) |

|                          |           |  |
| Zeloni 52’ Abbà 75’, 86’ | Marcatori |  |

## Statistiche

### Statistiche di squadra
| Competizione | Punti | In casa | In casa | In casa | In casa | In casa | In casa | In trasferta | In trasferta | In trasferta | In trasferta | In trasferta | In trasferta | Totale | Totale | Totale | Totale | Totale | Totale | DR  |
| Competizione | Punti | G       | V       | N       | P       | Gf      | Gs      | G            | V            | N            | P            | Gf           | Gs           | G      | V      | N      | P      | Gf     | Gs     | DR  |
| ------------ | ----- | ------- | ------- | ------- | ------- | ------- | ------- | ------------ | ------------ | ------------ | ------------ | ------------ | ------------ | ------ | ------ | ------ | ------ | ------ | ------ | --- |
| Serie C      | .     | .       | .       | .       | .       | .       | ..      | ..           | .            | .            | .            | ..           | ..           | .      | .      | .      | .      | ..     | ..     | -.. |